# グアドループ包囲戦
グアドループ包囲戦（グアドループほういせん、英語: Siege of Guadeloupe）はスペイン継承戦争中の1703年に行われた、イングランド王国によるフランス王国領グアドループの包囲。グアドループ総督シャルル・オージェの激しい抵抗、マルティニークから派遣されたフランス軍の増援、およびイングランド軍の補給の不足により、包囲は失敗した。